# Chi Bản xe
Chi Bản xe, tên khoa học Albizia, là một chi thực vật có hoa trong họ Đậu.

## Hình ảnh

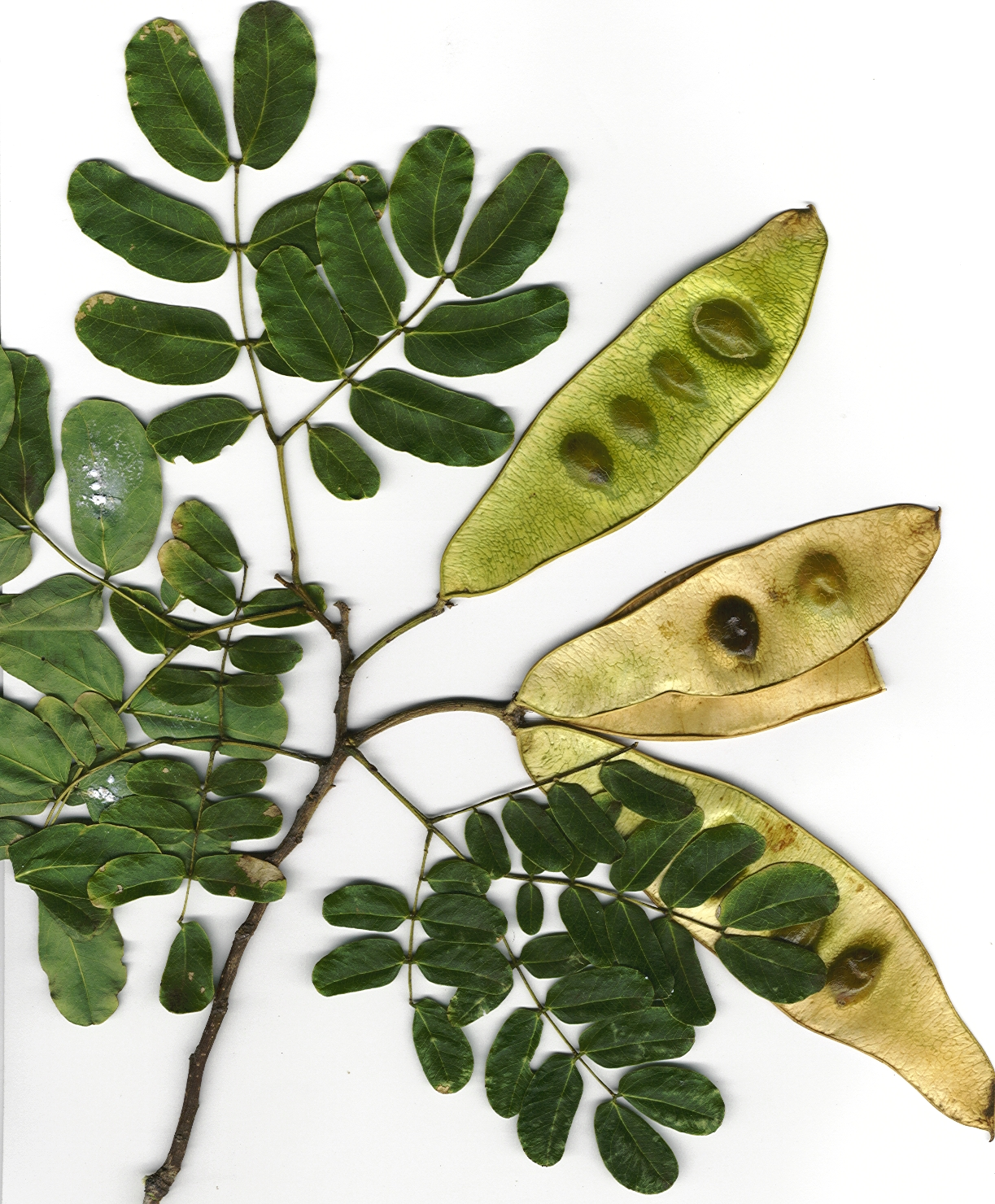
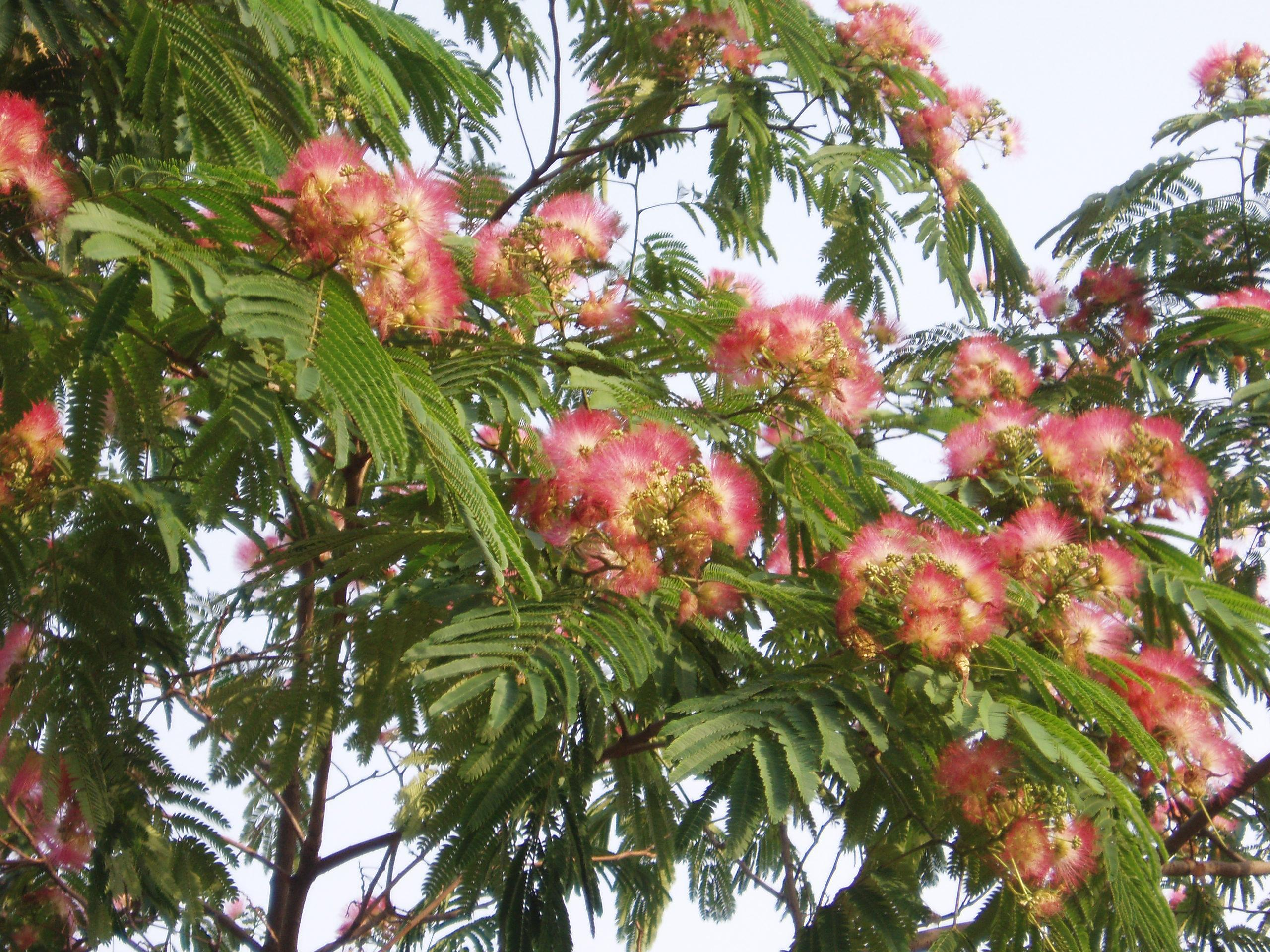